# 細川ふみえ
細川 ふみえ（ほそかわ ふみえ、1971年〈昭和46年〉9月2日 - ）は、日本の元グラビアアイドル、タレント、女優、歌手、レースクイーン。青森県むつ市出身。B94cm、W60cm、H90cm（1992年10月）。

## 略歴
父親が海上自衛官（防衛大学校卒、定年退職時は海将補）であったため転勤が多く、4歳までを広島県江田島、千葉県館山市、我孫子市で育ち、その後約1年をハワイ、帰国後は神奈川県横須賀市、千葉県我孫子市に戻り、中学生時代を青森県むつ市大湊など、転々とした。
我孫子市立湖北台中学校卒業、千葉県立柏南高等学校中退。

### 芸能界デビュー
1990年、講談社のミスマガジン・グランプリに選ばれて芸能界にデビュー。雑誌『DELUXEマガジンORE』の巻頭で、眼帯ブラと呼ばれたビキニ姿を披露。94cm・Fカップのバスト（当時）を揺らして、"巨乳グラビアアイドルの草分け"として活躍。1991年グラビアクイーンNo.1。1992年、フジテレビ「F-PROMOTION」イメージガールを務め、人気レースクイーンとして注目される。
その後、テレビ・ラジオに進出。1992年『ギルガメッシュないと』の司会で初レギュラー（1993年まで）。1993年はテレビ・ラジオ合わせてレギュラーが週7本あった。1994年『ぷるぷる 天使的休日』で映画初主演、またフジテレビ系『ボクたちのドラマシリーズ・幕末高校生』でドラマ初主演を務めた。1996年から約10年間に渡りアース製薬「バスロマン」のCMに出演し、「Let's！バスロマン」のフレーズで一斉を風靡。
デビュー時から野田義治が社長を務めていたイエローキャブに所属していたが、2000年6月に個人事務所「ウエルメイド」を設立し、独立する。
2009年12月、38歳にしてヘアヌード写真集『Fumming』を発売した。
2014年3月、TBS系列『サンデージャポン』にて、7年ぶりにテレビ出演した。
2021年11月、15年振りとなる『バスロマン』のCMに出演することが発表され、動画サイトでメイキングやインタビューが公開された。

## 人物

### 私生活
1999年7月、大道芸人との婚約を発表するが、2005年3月に婚約を解消する。
2007年4月に不動産会社を経営する男性とサイパンの教会で挙式したが、その男性が妻帯者だったため、重婚疑惑が持ち上がった。前妻の離婚成立後の同年11月に入籍。同年12月に第1子となる男児を帝王切開で出産。不動産会社は2009年3月に事業を停止し、事実上の倒産。総額20億円以上の負債を抱えたと報じられている。
2009年12月、一部スポーツ新聞に離婚した事が掲載された。

## エピソード
- 1歳上の姉、6歳下の妹がいる。[15]。なお、姉は父と同じく自衛官になった[16]。
- 高校生時代はファストフード店、中華料理店でアルバイトもしていた[10]。
- 中学生の頃は同年代の女子と比較しても胸が小さい方で、細川はこの事に非常にコンプレックスを抱いており、女性としての魅力が半減すると考えていた。10代後半になると体格がよくなり、どちらかというとポッチャリ体型になった。この頃にはバストも大きく成長していたが、本人にその自覚がなく「バストが大きくなったのではなく、体全体が太ったために胸も太っただけだ」と思い込んでいたという。そのために恥ずかしさのあまり下着専門店などで採寸や試着することもせず、近くのデパートやスーパーの下着売り場でBカップのブラジャーをデザイン優先で選んで購入していた。しかし、本来のバストサイズに合わないブラジャーは窮屈で、酷い肩こりも併発するようになったため知人に相談したところ「下着のサイズが合っていないのでは」と指摘される。初めて足を運んだ下着専門店で採寸して貰うと既にFカップに成長していたことが判明。バストの膨らみを押し潰さず、アンダーも体に合ったブラジャーを着用するようになると、Fカップの胸のラインが強調された。永らく欲していた豊かなバストを得た喜びに満足していたが、周囲から好奇の視線がバストに集まることに気付くと、今度はその大きな胸が恥ずかしくなり、外出の際にはバッグや本を胸元で抱えて隠すようにしていたという。一方で、異性から声を掛けられる機会が多くなり、女性としての自信がついたことも否定していない。
- デビュー当初は、雑誌インタビュー等で、自身で「千葉県生まれ」と話し[12]、インタビューなどでは、広島やハワイにも住んだことがあると話していたが、青森に住んでいたことは当時は話したことはなく、青森に居住歴があることは隠しているようなところがあった。しかし後に、本人みずから「本当は青森県出身であり、故郷が青森県である」などといったことを各所で話している[6]。その関係から、2006年9月30日放送のTX『出没!アド街ック天国』の「下北大間」の回にゲスト出演した[17]。
- 父親の縁で、自衛隊のPRポスターに採用された事がある。この時は自衛官の制服を着用。

## ディスコグラフィ

### シングル
| 枚         | 発売日        | タイトル                                                              | c/w                                                                                 | 規格品番   | 順位       |
| ポリスター | ポリスター    | ポリスター                                                            | ポリスター                                                                          | ポリスター | ポリスター |
| ---------- | ------------- | --------------------------------------------------------------------- | ----------------------------------------------------------------------------------- | ---------- | ---------- |
| 1st        | 1992年9月26日 | スキスキスー 作詞：小西康陽 作曲：小西康陽 編曲：福富幸宏             | ピーチが爆発 作詞：サエキけんぞう 作曲：沖山優司 編曲：門倉聡                       | PSDR-3019  | 84位       |
| 2nd        | 1993年2月25日 | にこにこにゃんにゃん 作詞：石野卓球 作曲：石野卓球 編曲：朝本浩文     | ウブ・ウブ・ウブ 作詞：サエキけんぞう 作曲：鈴木智文・サエキけんぞう 編曲：鈴木智文 | PSDR-5140  | 99位       |
| 3rd        | 1993年7月1日  | だっこしてチョ 作詞：ピエール瀧 作曲：石野卓球・犬先生 編曲：朝本浩文 | おねむ派宣言ZZZ… 作詞：大槻ケンヂ 作曲：コモエスタ八重樫・白井良明 編曲：白井良明   | PSDR-5016  | 圏外       |
| 4th        | 1994年2月25日 | ポチに八つ当り 作詞：大槻ケンヂ 作曲：グレート義太夫 編曲：佐山雅弘   | メロンの切り目 作詞：朝水彼方 作曲：川村結花 編曲：安部隆雄                         | PSDR-5049  | 圏外       |

### アナログ
| 枚         | 発売日        | タイトル                                                  | B面                                                           | 規格品番   | 順位                                      |
| ポリスター | ポリスター    | ポリスター                                                | ポリスター                                                    | ポリスター | ポリスター                                |
| ---------- | ------------- | --------------------------------------------------------- | ------------------------------------------------------------- | ---------- | ----------------------------------------- |
| 1st        | 2022年11月3日 | スキスキスー 作詞：小西康陽 作曲：小西康陽 編曲：福富幸宏 | ピーチが爆発 作詞：サエキけんぞう 作曲：沖山優司 編曲：門倉聡 | PROP-7008  | 初回プレス限定盤 レコードの日2022参加商品 |

### アルバム

#### オリジナル・アルバム
| 枚         | 発売日         | タイトル             | 規格品番   | 順位       |
| ポリスター | ポリスター     | ポリスター           | ポリスター | ポリスター |
| ---------- | -------------- | -------------------- | ---------- | ---------- |
| 1st        | 1992年11月26日 | SUKI SUKI スキャット | PSCR-1068  | 圏外       |

#### ベスト・アルバム
| 枚         | 発売日        | タイトル                                                     | 規格品番   | 順位       |
| ポリスター | ポリスター    | ポリスター                                                   | ポリスター | ポリスター |
| ---------- | ------------- | ------------------------------------------------------------ | ---------- | ---------- |
| 1st        | 1994年4月25日 | HIT & HEAL "Sweet & Lovely" Collection '92-'94               | PSCR-5099  | 圏外       |
| 2nd        | 2010年7月14日 | THE BEST HIT & HEAL+CLIPS 〜HOSOKAWA FUMIE BEST COLLECTION〜 | PSCR-6242  | 圏外       |

### 参加作品
| 発売日 | 商品名                        | 歌         | 楽曲                     | 備考                                             |
| 1995年 | 1995年                        | 1995年     | 1995年                   | 1995年                                           |
| ------ | ----------------------------- | ---------- | ------------------------ | ------------------------------------------------ |
| 4月1日 | ゲンスブール・トリビュート'95 | 細川ふみえ | 「夢見るシャンソン人形」 | セルジュ・ゲンスブールのトリビュート・アルバム。 |

### タイアップ曲
| 楽曲           | タイアップ                                         | 時期   |
| -------------- | -------------------------------------------------- | ------ |
| だっこしてチョ | 日本テレビ『スーパージョッキー』エンディングテーマ | 1993年 |
| ポチに八つ当り | 朝日放送『闘え!脳筋カップルズ』エンディングテーマ  | 1994年 |
| メロンの切り目 | NHK『みんなのうた』1993年8月〜1993年9月期使用曲    | 1994年 |

## 映像作品
イメージビデオ
- サティスファクション（VHS）（1991/9/9） ISBN 4-8033-3650-4
- ビデオマガジンBeppin29　細川ふみえ　椎名美里　鏡礼子　小松美幸　森下あみい　沢口梨々子　高瀬彩乃（ひふみかおり）（VHS）（1991/10/19）
- ハイパー・ボディ（VHS）（1991/11/22） ISBN 4-89412-634-6
- 細川ふみえ VIDEOスコラ（VHS）（1991/12/1） ISBN 4-7962-3015-7
- ときめきアイドル白書 NUMBER 1 ふみえの真実（VHS）（1991/12/20） ISBN 4-7542-8603-0
- ムラムラボディの女の娘（VHS）（1991/12/21）
- もっとサティスファクション（VHS）（1992/1/2） ISBN 4-8033-3813-2
- Beppin特別増刊 細川ふみえ ほ・そ・み（VHS）（1992/2/20）
- S.S.S（VHS）（1992/4/8）
- S.S.S（Laser Disc）（1992/4/8）
- BODY CLAIM （VHS）（1992/6/15） ISBN 4-8033-4052-8
- Let in the Sun（VHS）（1992/6/30） ISBN 4-88475-142-6
- ザ・ハイレグクラブ’92　出演　細川ふみえ　原久美子　稲尾律子　盛本真理子（VHS）（1992/7/17）
- LADY’s SUMMER N 出演　細川ふみえ他（VHS）（1992/9/25）
- スコラLD Vol.1　 出演　細川ふみえ  ディノー246GT  西尾悦子  吉岡真由美  ルーフCTR  藤崎仁美（Laser Disc）（1993/1/21）
- 細川ふみえSPECIAL「胸いっぱいの愛」 （VHS）（1993/3/16） ISBN 4-7730-3408-4
- カメハメにゃんにゃん（VHS）（1993/3/25）-ビデオクリップ「にこにこにゃんにゃん」と初のハワイ・ロケによるイメージ映像
- カメハメにゃんにゃん（Laser Disc）（1993/3/25）
- ふみえッチ・フィルム・ムジカーレ（VHS）（1993/9/1）-スキスキスー にこにこにゃんにゃん だっこしてチョ クリップ集
- 女性ポートレートのプロテクニック　出演　細川ふみえ　藤崎仁美（VHS）（1994/1/21） ISBN 4804501479
- Fantastic Honey　94（VHS）（1994/1/25）
- 細川ふみえの解体新書～巨大犬との奇妙な生（VHS）（1994/04/25）-「オリジナル・フーミン・ムーヴィー{ポチに八つ当り} 」「ポチに八つ当り(CMクリップ) 」「オリジナル・フーミン・ムーヴィー{続・ポチに八つ当り}~中国占星術（スキスキスー・レディ・メイド・アンダーグランド・ミックス）」「メイキング・オブ・ポチに八つ当り~西洋占星術（スキスキスー・レディ・メイド・アンダーグランド・ミックス）」「ポチに八つ当り」 「セクシー・100・ショット」「スキスキスー・レディ・メイド・アンダーグランド・ミックス」
- 思いきりトロピカル（VHS）（1995/9/2） ISBN 4-7730-7062-5　-1990年に撮影された作品
- ゴージャス 2　出演　細川ふみえ　かとうれいこ　堀江しのぶ（DVD）（1999/3/26）
- お宝ガールズ 細川ふみえ（VHS）（2000/12/8）
- アイドル黄金伝説 細川ふみえ（VHS）（2001/4/27）
- アイドル黄金伝説 細川ふみえ（DVD）（2001/4/27）
- ファンタスティック2 出演　向井亜紀　かとうれいこ　細川ふみえ　高樹澪（DVD）（2001/6/1）
- お宝ガールズ 細川ふみえ&DeeDee（DVD）（2001/9/7）
- 伝説の少女（DVD）（2004/7/27）
- 細川ふみえ vol.10 【アイドルムービーVIDEO-CD ・10】 あの時の眩しさを今に！ 必見お宝映像!!（VIDEO CD）（2006/1/1）-Win、MacのPC、DVDで再生可能
- 睛〜せい〜（DVD）（2006/3/25）
- ダイヤモンド映像/ムラムラボディの女の娘（DVD）（2006/8/10）
- 魅つめて（DVD）（2006/12/22）
- ムラムラボディの女の娘（DVD）（2008/6/27）
- encore~アンコール~（DVD）（2009/12/23）
- THE BEST HIT & HEAL + CLIPS〜HOSOKAWA FUMIE BEST COLLECTION〜(DVD付)（CD+DVD）（2010/7/14）-PV等の映像を含む作品をオール・イン・ワン・パッケージ(CD+DVD)。DVDはプロモーション・クリップに加え、水着海辺シーン、トーク、メイキング、オフショットなど。

## 出演

### 映画
- ぷるぷる 天使的休日（1993年）
- 必殺! 主水死す（1996年） - 捨蔵 / 徳川家定 役
- モスラ2 海底の大決戦（1997年） - 木村昭子 役[4]
- 釣りバカ日誌シリーズ
  - 釣りバカ日誌9（1997年） - ひとみ 役
  - 釣りバカ日誌10（1998年） - ひとみ 役
  - 花のお江戸の釣りバカ日誌（1998年） - 若妻くに 役
- 極道の妻たち 決着（1998年） - 磯辺七歩 役
- 菊次郎の夏（1999年） - 車のカップル・女 役
- 千年の恋 ひかる源氏物語（2001年） - 明石の君 役
- 昭和歌謡大全集（2003年11月8日） - トミヤマミドリ 役
- 僕はこの丘で、君を愛したい…（2005年） - 小野明菜 役

### テレビドラマ
- 愛しの刑事（1992 - 1993年、テレビ朝日系) - 松原あや子 役
- ダブル・キッチン （1993年、TBS系) - 小島小夜子 役
- チャンス!（1993年、フジテレビ） - 鷺沢萌子 役
- クニさんちの魔女たち（1994年、テレビ朝日系） - 岡村みつえ 役
- ボクたちのドラマシリーズ・幕末高校生（1994年、フジテレビ系） - 大原メグ 役
- 夢見る頃を過ぎても（1994年、TBS系） - 大沢カレン 役
- STATION（1995年、日本テレビ系） - 天童美幸 役
- 水戸黄門外伝 かげろう忍法帖 第3話「闇に蝶が舞う -津和野-」（1995年6月5日、TBS系） - 胡蝶 役（かげろうお銀配下のくノ一）
- 水戸黄門第24部 第14話（1995年、TBS系） - 阿花那 役
- 湘南リバプール学院（1995年、フジテレビ系）
- 大河ドラマ（NHK総合）
  - 八代将軍吉宗（1995年） - 徳川吉宗の側室お古牟の方（田安宗武の生母）役
  - 功名が辻（2006年） - 侍女・たき 役
- ハンサムマン（1996年、テレビ朝日系） - 大前田まゆ 役
- その気になるまで（1996年、TBS） - 小室由香 役
- 裸の大将 第81話「清の湯煙り素麵」（1996年、関西テレビ)  - 高山弥生 役
- 義務と演技（1996年、TBS） - 井上美保 役
- 連続テレビ小説 あぐり（1997年、NHK総合）- 太田とめ 役
- いとしの未来ちゃん（1997年、テレビ朝日系）
- 大追跡! 江戸〜上州〜みちのく～四国（1997年、朝日放送） - トヨ 役
- 影武者徳川家康（1998年、テレビ朝日） - おふう 役
- 金曜エンタテイメント（フジテレビ）
  - 「お気らく主婦の豪華エステリゾート殺人事件1･2」（1998年） - 中公路桜子 役
  - 女検死官（2000年7月、フジテレビ系） - 横堀まどか 役
- 夢の標本（1998年、北海道テレビ） - かおり 役
- 十津川警部シリーズ16・寝台急行「銀河」殺人事件（1999年、TBS系） - 小林みどり 役
- 月曜ドラマスペシャル 早乙女千春の添乗報告書 第10作「山梨湯けむりツアー殺人事件」（2000年、TBS） - 沢入敦子 役
- 幼稚園ゲーム〜お受験します!〜（2001年、CBC=TBS系） - 美恵 役
- 旅行作家・茶屋次郎「梓川清流殺人事件」（2001年、テレビ東京） - 小口葉子 役
- パートタイム探偵2（2004年、テレビ東京） ‐ 松野貴理子
- 八丁堀の七人 第3シリーズ 第6作「二度消えた死体? 嘘つき女が襲われた!!」（2002年、テレビ朝日） - お八重 役
- 月曜ミステリー劇場 探偵・喜多嶋翔子の調査報告書 （2002年7月29日、TBS） - 北山美加 役
- 土曜ワイド劇場（テレビ朝日）
  - 新・赤かぶ検事奮戦記 第16作（2004年） - 笹浦輝子 役
  - 救急救命士・牧田さおり 第4作（2005年） - 菅原美佐子 役
- 魔弾戦記リュウケンドー（2006年、テレビ愛知制作テレビ東京系） - 栗原小町 役
- 郷土の偉人シリーズ「日本の食卓を変えた火の國の女 江上トミ」（2006年11月5日、テレビ熊本） - 主演・江上トミ 役
- 誤差（2017年、テレビ東京） - 胡桃沢秀美 役

### オリジナルビデオ
- ビッグボス BIG BOSS（1992年4月10日）- 加奈子 役
- キスがいっぱい（1993年9月1日）
- 聖女ダブルフェイス

### バラエティ番組
- スーパージョッキー（司会者）
- 三枝の愛ラブ!爆笑クリニック（1993年4月 - 1994年12月・司会者）
- クイズところ変れば!?（司会者）
- ギルガメッシュないと（司会者）
- 疲労回復テレビ（1993年、NHK総合）
- 快楽妊婦（司会者）
- 快楽通信（司会者）
- 快傑!ドクターランド
- あの人は今!?（リポーター）
- プールでフレンチ
- とんねるずのみなさんのおかげです
- 笑っていいとも（1994年6月 - 1995年9月※金曜日担当）
- M10（1992年-1993年、テレビ朝日）※火曜
- Y2club（1996年4月 - 9月、テレビ東京、司会）
- 趣味悠々 親子のための星空観察（1999年2月 - 3月、NHK教育）
- けんちゃんのオーマイゴッド
- クイズテレビずき!
- 櫻井有吉アブナイ夜会
- ものまね王座決定戦
- 志村けんのバカ殿様
- アウト×デラックス
- 笑ってはいけないシリーズ（2018年12月31日、日本テレビ、ゲスト出演）

### 舞台公演
- 2000年 台所太平記
- 2001,2003年 走れ!スミス
- 2001,2002年 眠れる森の美女（座長）
- 2003年 大阪純情物語
- 2004年 奴と若様
- 2002,2004年 母に捧げるバラード
- 2003,2005年 3年B組金八先生 -夏休みの宿題-
- 2006年 阿修羅のごとく
- 2006年 アパッチ砦の攻防より 戸惑いの日曜日
- 2007年 石松初恋旅
- 2019年 神田時来組　定期公演
- 2020年 テンダプロ　大阪公演

### ラジオ
- 細川ふみえの夜はチュッ!（文化放送）
- 細川ふみえのハートにキュッ!（文化放送）

### コマーシャル
- キリンビバレッジ「ポストウォーター」(森毅と共演)[18]
- 小田急向ヶ丘遊園プール
- パイオニア「アルファビジョン・カラオケ」
- スリムビューティハウス
- シマダヤ「鉄板麺」（1993年）
- アース製薬「バスロマン」（1996年 - 2005年、2021年[19]）
- 蒲郡競艇（1997年）
- キリンウーロンチャ (2017年）

### ゲーム
- ルー大柴&細川ふみえ 早押しクイズ グランドチャンピオン大会（1994年、ジャレコ） - クイズ番組を模したゲーム進行を司会のルー大柴とともに取り仕切るアシスタントとして登場。
- BSドラゴンクエスト（ローラ姫）（1996年）

## 書籍

### 著書
- ふみえのひとり言（エッセイ）（1993年3月） ISBN 4-8275-1362-7
- 愛はひーふーみん（エッセイ）（1994年5月） ISBN 4-8387-0509-3
- フーミン・ダイエット―お風呂でキレイにやせる（2001年12月） ISBN 4-8376-7004-0
- 万華鏡（2003年5月） ISBN 4-09-379138-4

### 写真集
- PASSIONFRUIT（1991年7月） ISBN 4-900343-19-6
- ONE SUITE DREAM（1991年11月） ISBN 4-7542-1320-3
- TASTY SEASON おいしい季節（1991年12月） ISBN 4-8470-2230-0
- MY GIRL（1992年3月） ISBN 4-8470-2248-3
- FのAURA（1992年3月） ISBN 4-900343-30-7
- THRILL（1992年6月） ISBN 4-8033-4104-4
- Let in the sun（1992年6月） ISBN 4-88475-141-8
- RIDE THE WIND（1992年7月） ISBN 4-906407-02-1
- あなたに愛されたくて（1992年9月） ISBN 4-7648-1699-7
- SUMMERNIGHT DREAM'92　夏・夜・夢 サマーナイトドリーム’92レイディーズ　LADY'S　細川ふみえ・藤崎仁美・山崎真由美写真集（1992年10月） ISBN 4-7648-17012
- Fantastic Honey94（1993年3月） ISBN 4-906113-93-1
- あなたに愛を（1993年4月） ISBN 4-88618-075-2
- Pure Body（1993年4月） ISBN 4-87183-744-0
- TRIANGLE　BODY　細川ふみえ+藤崎仁美+木内あきら写真集（1993年5月）-ヤングマガジン特別編集として出版。 ISBN 4-06-900332-0
- More Deep　細川ふみえ３D立体写真集（1993年8月） ISBN 4-7897-0810-1
- VOGUE（1995年3月） ISBN 4-8470-2391-9
- Milky（1995年11月） ISBN 4-584-17065-7
- Gallant（1997年12月） ISBN 4821121859
- feminine（2005年6月） ISBN 4-87279-184-3
- eternal 〜陽光〜（2006年12月）-ファイナル写真集と謳っており、初回限定で2380冊にシリアルナンバーが印字されている。 ISBN 4-87279-206-8
- Saipan Truth（2007年12月） ISBN 4-944214-38-3
- Fumming（2009年12月） ISBN 978-4-06-215975-3 ヘアヌード写真集
- 細川ふみえ写真集 piece!（2012年11月）　ISBN　4812492017

その他写真集
- ぷるぷる 天使的休日 メーキング写真集（1994年2月15日　近代映画社）-同タイトルの映画のメイキング写真集（飯島愛他）
- FD 細川ふみえ (1995/12 ドーム ) -フロッピーディスクでの電子写真集 ISBN 4-8873-4105-9

### 雑誌
- デラべっぴん No.74（1992年1月号、英知出版）表紙
- モーレツべっぴん 1991年11月増刊号